# Албанци в Косово
Косовските албанци са най-голяма етническа група в Косово. В Косово живеят близо 1 616 869 албанци към 2011. Косовски албанци живеят също в Турция, Германия, Албания и други страни. Общият им брой е повече от 2 милиона души.
|  | Тази страница частично или изцяло представлява превод на страницата „Косаўскія албанцы“ в Уикипедия на белоруски. Оригиналният текст, както и този превод, са защитени от Лиценза „Криейтив Комънс – Признание – Споделяне на споделеното“, а за съдържание, създадено преди юни 2009 година – от Лиценза за свободна документация на ГНУ. Прегледайте историята на редакциите на оригиналната страница, както и на преводната страница, за да видите списъка на съавторите. ВАЖНО: Този шаблон се отнася единствено до авторските права върху съдържанието на статията. Добавянето му не отменя изискването да се посочват конкретни източници на твърденията, които да бъдат благонадеждни. |